# أومبيرتو الأول
أومبيرتو الأول (أومبيرتو رينيرو كارلو إيمانويل جيوفاني ماريا فرديناندو يوجين من آل سافوي؛ 14 مارس 1844 - 29 يوليو 1900)، والمُلقَّب بالصالح، هو ملك إيطاليا الذي حكم من 9 يناير 1878 وحتى اغتياله في 29 يوليو 1900.
شهد عهد أومبيرتو محاولة إيطاليا التوسع الاستعماري في القرن الأفريقي، ونجحت في ضم إريتريا والصومال رغم هزيمتها في معركة عدوة ضد الحبشة في عام 1896. في عام 1882، وافق أومبيرتو على تحالف ثلاثي مع الإمبراطورية الألمانية والإمبراطورية النمساوية المجرية.
احتُقر بشده في الأوساط اليسارية بسبب محافظته وتأييده لمذبحة بافا بيكارس في ميلانو. كان مكروهًا لا سيما بين الأناركيين، الذين حاولوا اغتياله في أثناء العام الأول من حكمه. اغتاله الأناركي غايتانو بريشي، بعد عامين من مذبحة باتا بيكارس.

## فترة شبابه

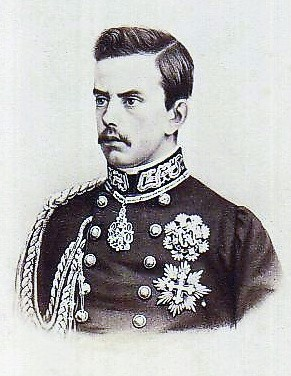
أومبيرتو الأول

وُلد أومبيرتو في تورينو، التي كانت آنذاك عاصمة مملكة سردينيا، في 14 مارس 1844، يوم ميلاد والده الرابع والعشرين، وهو ابن الملك فيكتور إيمانويل الثاني وأديلاد أرشيدوقة النمسا. عُهد بتعليمه إلى ماسيمو تاباريلي، مركيز دي أزيليو وباسكوال ستانيسلاو مانشيني، من بين آخرين. بصفته وليًا للعهد، لم يثق والده به، ولم يمنحه أي تدريب في السياسة أو الحكومة الدستورية، ونشأً بلا مودة أو حب. عوضًا عن ذلك، تعلّم أومبيرتو أن يكون مطيعًا ومخلصًا؛ وكان يتعين عليه الوقوف باعتدال كلما دخل والده الغرفة؛ وأن يجثو على ركبتيه ليقبل يد والده قبل أن يتحدث معه. ساهمت حقيقة اضطرار أومبيرتو إلى تقبيل يد والده قبل السماح له بالتحدث له في كل من القطاعين العام والخاص إلى أن توفي والده في إشعال التوتر بين الاثنين.
منذ مارس 1858، التحق أومبيرتو بالأعمال العسكرية في جيش سردينيا، وبدأ برتبة نقيب. شارك في حروب الاستقلال الإيطالية، إذ كان حاضرًا في معركة سولفرينو في عام 1859، وفي عام 1866، تولى قيادة الفرقة السادسة عشرة في معركة فيلافرانكا التي أعقبت الهزيمة الإيطالية في معركة كوستوزا.
كانت أقلية من الأسر الملكية في ستينيات القرن التاسع عشر على استعداد لإقامة علاقات مع الأسرة المالكة الإيطالية حديثة العهد، ويُعزى ذلك إلى الاضطرابات التي تسببت بها عائلة سافوي لعدد من العوائل الملكية الأخرى (جميع العوائل الإيطالية، وأولئك الذين كانت تربطهم صلة وثيقة بهم، كالبوربون في إسبانيا وفرنسا) في الفترة بين عامي 1859 و1860. تبين أن العثور على عروس ملكية لأي من أبناء الملك فيكتور إيمانويل الثاني أمر صعب (تزوج نجله الأصغر أميديو، شقيق أومبيرتو، في نهاية المطاف بالأميرة ماريا فيتوريا من بوزو، وهي من الرعايا البيدمونتيين). لم يكن صراعهم مع البابوية مساعدًا في هذا الشأن. ولم يكن من السهل على الشاب أومبيرتو أن يجد عروسًا كاثوليكية مؤهلة للزواج به.
في بادئ الأمر، كان من المقرر أن يتزوج أومبيرتو بماتيلدا أرشيدوقة النمسا، وسليلة أحد أبناء العائلة الإمبراطورية النمساوية؛ إلا أنها توفيت جراء حادث تعرضت له وهي في الثامنة عشرة من العمر. في 21 أبريل 1868، تزوج أومبيرتو بابنة عمه الأول مارغريتا تيريزا ماريا جيوفانا، أميرة سافوي. أنجبا ابنًا واحدًا وهو فيكتور إيمانويل، أمير نابولي. وصف المؤرخون الحديثون أومبيرتو بأنه «رجل غير مرح وغير مثير للإعجاب بدنيًا، وذو فكر مقيد»، وكان الغرض من زواجه بمارغريتا وتقوية المصالح الثقافية والشخصية هو تعزيز شعبية الملكية. أبقى أومبيرتو العديد من أمر عشيقاته في الخفاء، وعاشت معه عشيقته المفضلة يوجينيا، زوجة الدوق أنتونيو ليتا فيسكونتي أريس، في بلاطه كزوجة له في القانون العام، إذ أرغم الملكة مارغريتا على القبول بها وصيفة لها.